# Lemaître (cráter)

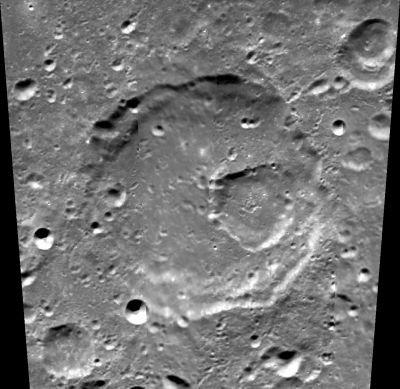
Fotografía de la misión Clementine (1994)

Lemaitre es un cráter de impacto que se encuentra en el hemisferio sur de la cara oculta de la Luna. Se encuentra al sur del cráter Minkowski de mayor tamaño, y al norte de Crommelin. Al este-sureste se halla el cráter Eijkman. Recibe su nombre en honor a George Lemaître, sacerdote y científico belga. 
|  |

El borde exterior de Lemaître aparece bien definido, aunque ha sido erosionado y redondeado por una sucesión de impactos menores. Su configuración es en general circular, aunque presenta un aspecto ligeramente poligonal sobre todo en su mitad sudeste. Durante gran parte de su circunferencia, la pared interna presenta un perfil afilado que desciende hasta una terraza formada por materiales desplomados, que luego se inclina suavemente hacia el suelo más interior.
Presenta unos pocos cráteres minúsculos situados en su borde, especialmente en el oeste y el sureste. La mayoría de estos cráteres, con forma de cuenco, se localizan junto al sector sudoeste del borde.
El suelo del cráter es en general plano, aunque incluye el prominente cráter Lemaître F junto a la pared interior oriental. Este cráter presenta una forma ligeramente angulosa, especialmente en la parte en la que no es concéntrico con la pared interior. El resto de la planta aparece marcada por unos pocos cráteres pequeños, con el más grande de ellos adyacente a la pared interior occidental.

## Cráteres satélite
Por convención estos elementos son identificados en los mapas lunares poniendo la letra en el lado del punto medio del cráter que está más cerca de Lemaître.
|          | \| Lemaître \| Coordenadas \| Diámetro \| \| -------- \| -------------------------------- \| -------- \| \| C \| 59°24′S 145°36′O / -59.4, -145.6 \| 27 km \| \| F \| 61°24′S 148°24′O / -61.4, -148.4 \| 32 km \| \| S \| 61°36′S 156°18′O / -61.6, -156.3 \| 34 km \| |          |
| Lemaître | Coordenadas | Diámetro |
| C        | 59°24′S 145°36′O / -59.4, -145.6 | 27 km    |
| F        | 61°24′S 148°24′O / -61.4, -148.4 | 32 km    |
| S        | 61°36′S 156°18′O / -61.6, -156.3 | 34 km    |

El suelo del cráter satélite Lemaître F (dentro del propio Lemaître) posiblemente sea el punto más bajo de la luna.